# Potok (Banská Bystrica)
Potok (in ungherese: Dobrapatak) è un comune della Slovacchia facente parte del distretto di Rimavská Sobota, nella regione di Banská Bystrica.